# Stefan Prvovenčani
Stefan Nemanjić (Стефан Немањић), poznat i kao Stefan Prvov(j)enčani (oko 1165. – 24. rujna 1228.), bio je raški veliki župan od 1196., a potom prvi srpski kralj od 1217. do svoje smrti. Kao prvi kralj Srbije, nosi naslov "prvovenčani", tj. „prvookrunjeni”. Jedan od najvažnijih Nemanjića, Stefan je slavljen kao svetac u Srpskoj pravoslavnoj crkvi.
Stefan Nemanjić bio je drugi sin velikog župana Stefana Nemanje i njegove supruge, Ane. Nasljednik je bio Stefanov brat Vukan, koji je vladao Zetom, dok je Stefanov mlađi brat bio Rastko (sveti Sava). Stefan se oženio Eudokijom Angelinom, nećakinjom Izaka II. Angela.
Stefan je naslijedio svoga oca 1196. godine. Nakon očeve smrti, Stefan se morao oružjem suprotstaviti svom bratu Vukanu. Vukan je smatrao da ima veća prava na prijestolje i titulu velikog župana Srbije. Tako je započeo građanski rat između dvojice braće od 1202. do 1205. godine.
1217. godine Stefan Nemanjić je okrunjen u crkvi Sv. Petra i Pavla kod Rasa, od strane legata pape Honorija III. Diplomatske aktivnosti koje su urodile podizanjem Srbije na status kraljevine započeo je Stefan Nemanja obraćanjem prethodnom papi Inocentu III. 1199., koji je potom u Srbiju poslao svoje legate. Više izvora govori da je i kruna kojom je Stefan okrunjen došla iz Rima. 

## Brakovi
Eudokija Angelina bila je Stefanova prva supruga. Ovo su djeca Eudokije Angeline i Stefana Prvovenčanog:
- Stefan Radoslav
- Stefan Vladislav
- Sava II.
- Komnena Nemanjić

Sin Stefana Nemanjića i njegove druge supruge, Ane Dandolo, bio je Stefan Uroš I., koji je bio kralj, poput svoje polubraće Radoslava i Vladislava.